# Cansu Tanrıkulu
Ayşe Cansu Tanrıkulu (* 1991 in Ankara) ist eine türkische Jazzsängerin.

## Wirken
Tanrıkulu studierte zunächst Psychologie an der Bilkent-Universität und schloss das Studium 2013 mit Auszeichnung ab. Seit 2008 trat sie daneben als Sängerin in Ankara und auf türkischen Universitätsfestivals auf, wobei sie sich zunehmend auf Jazz spezialisierte. Weiterhin studierte sie Jazz- und zeitgenössischen Gesang zunächst am staatlichen Konservatorium der Başkent-Universität Ankara, dann am Jazz-Institut Berlin. Dort erhielt sie 2018 den Preis des Jazz-Institut Berlin.
Tanrıkulu arbeitete als Solistin mit der Turkish Harmony Stars Big Band und im Ensemble O um Dora Osterloh. Mit ihrer eigenen Band präsentierte sie ein Strayhorn-Programm. Mit MEOW! (mit Jim Black, Liz Kosack, Dan Peter Sundland) trat sie 2019 beim Jazzfestival Saalfelden auf. Weiter arbeitet sie im Trio mit Greg Cohen und Tobias Delius, das für einen Auftritt beim JazzFest Berlin 2021 mit Gast Marc Ribot auftrat.  Mit Anthony Braxtons Sonic Genome eröffnete sie 2019 das JazzFest Berlin; dort war sie auch mit ihrem Trio Melez, zu dem Jim Black und Elias Stemeseder gehörten, zu erleben. Mit James Banners Usine, mit der sie zwei Alben veröffentlichte, konzertierte sie 2020 im Berliner A-Trane. Mit Julia Hülsmann und Mia Knop Jacobsen bildete sie das Trio Last Chance to Misbehave, das 2021 beim Bitches Brew Festival auf sich aufmerksam machte. In der Gala zur Verleihung des Deutschen Jazzpreises 2023 trat sie im Duo mit Nick Dunston auf, mit dem sie zudem einen Kern für größere Bandkonstellationen wie Piled up bildet.
Außerdem ist Tanrıkulu auf Alben des Duos Nido (Leitmotiv Grundgesetz), von Nick Dunston (Skultura, Colla Voce) und von David August (D’Angelo) zu hören.
Gemeinsam mit Nick Dunston wurde Tanrıkulu 2024 mit dem SWR-Jazzpreis ausgezeichnet.

## Diskographische Hinweise
- James Banner, Cansu Tanrıkulu, Max Andrzejewski, Declan Forde: Usine: How It Will Be After (Klaeng Records 2022)
- Liz Kosack / Cansu Tanrıkulu / Devin Gray: Space Bubbles (Rataplan Records 2022)
- Cansu Tanrıkulu, Greg Cohen, Tobias Delius Kantoj de Fermiteco (LowSwing Records 2021)[11]
- Max Andrzejewskis Hütte Plays the Music of Robert Wyatt (WhyPlayJazz 2019)
- James Banners Usine (JazzHausMusik 2018, mit Declan Forde, Max Andrzejewski sowie Fabiana Striffler, Arne Braun)